# Lesticus xiaodongi
Lesticus xiaodongi es una especie de escarabajo del género Lesticus, familia Carabidae. Fue descrita científicamente por Zhu & Shi&Liang en 2018.
Se distribuye por China. La longitud del cuerpo es de aproximadamente 27 milímetros, anchura máxima de los élitros 9,7 milímetros, cabeza y pronoto verde azulado metalizado. Encontrado a altitudes de hasta 473 metros.